# یواس‌اس تیتون (ای‌جی‌سی-۱۴)
یواس‌اس تیتون (ای‌جی‌سی-۱۴) (به انگلیسی: USS Teton (AGC-14)) یک کشتی بود که طول آن ۴۵۹ فوت ۲ اینچ (۱۳۹٫۹۵ متر) بود. این کشتی در سال ۱۹۴۴ ساخته شد.